# Pesta bubònica
La pesta bubònica és un dels tres tipus de pesta causada pel bacteri Yersinia pestis. D'un a set dies després de l'exposició al bacteri, es desenvolupen símptomes semblants a la grip. Aquests símptomes són febre, mals de cap i vòmits. La simptomatologia són els ganglis limfàtics inflats i dolor a la zona més propera al lloc on els bacteris patògens han entrat a la pell. De vegades, els ganglis inflamats poden obrir-se.
Els tres tipus de pesta són resultat de la via de la infecció: pesta bubònica, la pesta septicèmica i pesta pneumònica. La pesta bubònica s'escampa principalment per les puces infectades de petits animals com els rosegadors. També es pot ocasionar com a resultat de l'exposició als líquids corporals d'un animal mort prèviament infectat per la pesta. En la forma bubònica, els bacteris entren a través de la pell mitjançant una picada de puça i viatgen pels vasos limfàtics fins a un gangli limfàtic, provocant la seva inflamació. El diagnòstic es fa trobant els germens patògens a la sang, l'esput o el fluid dels ganglis.
La prevenció consisteix en mesures de salut pública, com ara no manipular animals morts en zones on la pesta és comuna. No s'ha trobat que les vacunes siguin gaire útils per a la prevenció de la pesta. Diversos antibiòtics són eficaços per al tractament, incloent estreptomicina, gentamicina i doxiciclina. Sense tractament, la pesta produeix la mort del 30% al 90% dels infectats. Si es produeix, la mort és generalment en deu dies. Amb el tractament, el risc de mort és al voltant del 10%. Entre el 2010 i el 2015 hi van haver 3.248 casos documentats, que van provocar 584 morts. Els països amb més nombre de casos són la República Democràtica del Congo, Madagascar i el Perú.
La malaltia de la pesta va ser la causant de la pesta negra que va arrasar Àsia, Europa i Àfrica al segle xiv i va matar aproximadament 50 milions de persones. Això era del 25% al 60% de la població europea. Com que la pesta va matar molta població treballadora, els salaris van augmentar a causa de la demanda de mà d'obra. Alguns historiadors ho veuen com un punt d'inflexió en el desenvolupament de l'economia europea. La malaltia també va ser responsable de la pesta Justiniana originària de l'Imperi Romà d'Orient al segle vi aC, així com de la tercera pandèmia de pesta que va afectar la Xina, Mongòlia i l'Índia originària de la província de Yunnan el 1855. El terme bubònica es deriva de la paraula grega βουβών, que significa "engonal". El terme "bubons" també s'utilitza per referir-se als ganglis inflamables.

## Signes i símptomes

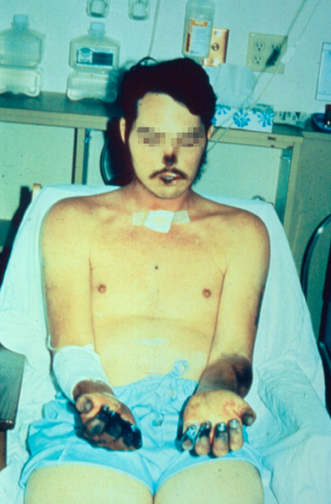
Necrosi del nas, els llavis, i els dits i contusions residuals sobre els dos avantbraços en una persona que es recupera de la pesta bubònica que es va difondre a la sang i als pulmons. Al mateix temps, tot el cos de la persona va resultar contusionat.

El símptoma més conegut de la pesta bubònica és un o més ganglis limfàtics infectats, engrandits i dolorosos, coneguts com a bubons. Després de ser transmesos mitjançant la picada d'una puça infectada, els bacteris Y. pestis es localitzen en un gangli inflamat, on comencen a colonitzar-se i a reproduir-se. Les bombolles associades a la plaga bubònica es troben habitualment a les aixelles, la femoral superior, l'engonal i la regió del coll. Els símptomes de la pesta bubònica apareixen sobtadament pocs dies després de l'exposició al bacteri. Els símptomes són:
- Calfreds
- Malestar general
- Febre alta> 39 °C (102.2 °F)
- Rampes musculars[12]
- Convulsions
- Inflor suau i dolorós de les glàndules limfàtiques anomenat bubo, que es troba habitualment a l'engonal, però pot aparèixer a les aixelles o al coll, més sovint a prop del lloc de la infecció inicial (picada o rascada)
- Pot aparèixer dolor a la zona abans que aparegui la inflor
- Gangrena de les extremitats com els dits dels peus, els dits, els llavis i la punta del nas.[13]

Altres símptomes són la respiració intensa, el vòmit continu de sang (hematèmesi), el dolor de les extremitats, la tos i el dolor extrem causat per la càries o la descomposició de la pell mentre la persona continua viva. Entre els símptomes addicionals hi ha fatiga extrema, problemes gastrointestinals, bubons (punts negres dispersos pel cos), deliri, coma i mort. Altres formes de la malaltia són la pesta septicèmica i la pesta pneumònica en què el bacteri es reprodueix en la sang i els pulmons de les persones respectivament.

## Causes

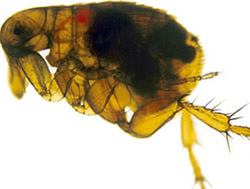
La puça de rata oriental (Xenopsylla cheopis) infectada pel bacteri Yersinia pestis apareix com una massa fosca a l'intestí. La part anterior d'aquesta puça està bloquejada per un biofilm de Y. pestis. Quan la puça intenta alimentar-se d'un hoste desinfectat, Y. pestis de l'anterior es regurgita a la ferida, provocant la infecció.

La pesta bubònica és una infecció del sistema limfàtic, generalment resultant de la picada d'una puça infectada, Xenopsylla cheopis (la puça de rata). En circumstàncies molt rares, com en la pesta septicèmica, la malaltia es pot transmetre per contacte directe amb el teixit infectat, o exposició a la tos d'un altre humà. La puça és parasitària a les rates domèstiques i de camp, i busca altres preses quan els seus hostes rosegadors moren. Els bacteris romanen inofensius per a la puça, permetent al nou hoste difondre els bacteris. Els bacteris formen agregats a l'intestí de puces infectades i això provoca que la puça regurgiti la sang ingerida, que ara està infectada, al lloc de la picada d'un rosegador o d'un hoste humà. Un cop establert, els bacteris es propaguen ràpidament als ganglis i es multipliquen.
Els bacils de Y. pestis poden resistir a la fagocitosi fins i tot si es reprodueixen dins dels fagòcits i els maten. A mesura que la malaltia avança, els ganglis limfàtics poden causar hemorràgies i s'inflen i provoquen necrosis. La pesta bubònica pot derivar fins una pesta septicèmica letal en alguns casos. La pesta també poy estendre's pels pulmons i es converteix en la malaltia coneguda com a pesta pneumònica.

## Diagnòstic
Per diagnosticar i confirmar la pesta és necessari realitzar proves de laboratori. L'ideal és que la confirmació es faci mitjançant la identificació del cultiu de Y. pestis a partir d'una mostra de pacient. La confirmació de la infecció es pot fer examinant el sèrum pres durant les etapes inicials i tardanes de la infecció. Per a la detecció ràpida de l'antigen de Y. pestis en pacients, s'han desenvolupat proves ràpides amb tires reactives.
```
Les mostres preses per a la prova inclouen:
[
15
]
```

- Bubons: ganglis limfàtics inflamats característics a la pesta bubònica. Extracció amb una agulla d'una mostra de fluid.
- Sang
- Pulmons

## Tractament
Hi ha diversos tipus d'antibiòtics efectius per tractar la pesta bubònica. Aquests inclouen els aminoglicòsids, com ara estreptomicina i gentamicina, tetraciclines (sobretot la doxiciclina) i la fluoroquinolona ciprofloxacina. La mortalitat associada a casos tractats de pesta bubònica és d'1–15% aproximadament, en comparació amb la mortalitat del 40–60% en casos no tractats.
Les persones potencialment infectades amb la pesta necessiten tractament immediat i se'ls ha de donar antibiòtics en les 24 hores posteriors als primers símptomes per evitar la mort. Altres tractaments inclouen oxigen, líquids intravenosos i suport respiratori. Les persones que han tingut contacte amb qualsevol persona infectada per pesta pneumònica reben antibiòtics profilàctics. L'ús de la estreptomicina com antibiòtic de gran abast ha demostrat tenir un èxit significatiu contra la pesta bubònica en les 12 hores posteriors a la infecció.

## Epidemiologia

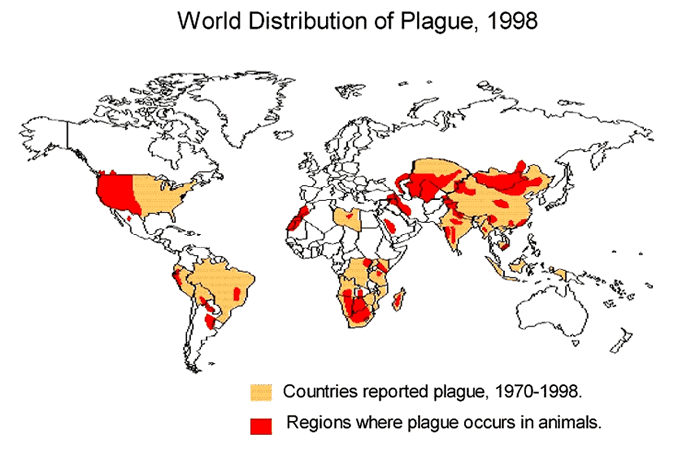
Distribució d'animals infectats per pesta el 1998

Entre el 2010 i el 2015 hi va haver 3248 casos documentats, que van provocar 584 morts. Els països amb més nombre de casos són la República Democràtica del Congo, Madagascar i el Perú.
Durant més d'una dècada, des del 2001, Zàmbia, l'Índia, el Malawi, Algèria, la Xina, el Perú i la República Democràtica del Congo van tenir els casos de pesta, amb més de 1.100 casos només a la República Democràtica del Congo. Cal reportar a l'OMS quan hi hagi un nombre d'entre 1.000 i 2.000 casos de forma preventiva. Del 2012 al 2017, com a causa dels disturbis polítics i les males condicions higièniques, Madagascar va començar a acollir epidèmies periòdiques.
Entre el 1900 i el 2015, els Estats Units van tenir 1.036 casos de pesta humana amb una mitjana de 9 casos l'any. El 2015, 16 persones a l'Oest dels Estats Units van desenvolupar la pesta, incloent-hi 2 casos al Parc nacional de Yosemite. Aquests casos dels EUA es produeixen generalment a les zones rurals del nord de Nou Mèxic, el nord d'Arizona, el sud de Colorado, Califòrnia, el sud d'Oregon i l'extrem occidental de Nevada.
Al novembre de 2017, el Ministeri de Salut de Madagascar va denunciar un brot a l'OMS (Organització Mundial de la Salut) amb més casos i morts que qualsevol brot recent al país. Inusualment la majoria dels casos eren pneumònics en lloc de bubònics.
El juny de 2018, es va confirmar que un nen va ser la primera persona infectada a Idaho per pesta bubònica en gairebé 30 anys.
Una parella va morir el maig del 2019, a Mongòlia, mentre caçava marmotes. Altres dues persones a la província de Mongòlia Interior, Xina, van ser ateses al novembre de 2019 per la malaltia.

## Història
Yersinia pestis es va descobrir en troballes arqueològiques de l'última edat del bronze (~ 3800 aC).

### Primera pandèmia
La primera epidèmia registrada va afectar l'Imperi Romà d'Orient i va rebre el nom de Pesta de Justinià després de l'emperador Justinià I, s'infectés però que va sobreviure mitjançant un tractament extens. La pandèmia va causar la mort d'uns 25 milions (brots del segle vi) estimats a 50 milions de persones (amb dos segles de recurrència). L'historiador Procopi va escriure, al volum II d'Història de les Guerres, la seva trobada personal amb la pesta i l'efecte que va tenir sobre l'imperi naixent. A la primavera del 542, la plaga va arribar a Constantinoble, fent camí des de diferents ciutats portuàries i es estenent-se al voltant de la mar Mediterrània. Després va migrar cap a l'est, vers Àsia Menor i cap a l'oest a Grècia i Itàlia. La infecció es va estendre cap a l'interior pel comerç de mercaderies, en part pels esforços de Justinià per adquirir productes luxosos de l'època i exportar subministraments. La capital de l'Imperi Romà d'Orient es va convertir en el principal exportador de la pesta bubònica. Procopi, en la seva obra Historia Secreta, va declarar que Justinià era un dimoni d'un emperador que o bé va crear la plaga ell mateix o que estava sent castigat pels seus pecats.

### Segona pandèmia

Els ciutadans de Tournai enterren les víctimes de la pesta. Miniatura de Les cròniques de Gilles Li Muisis (1272–1352). Bibliothèque royale de Belgique, MS 13076-77, f. 24v.

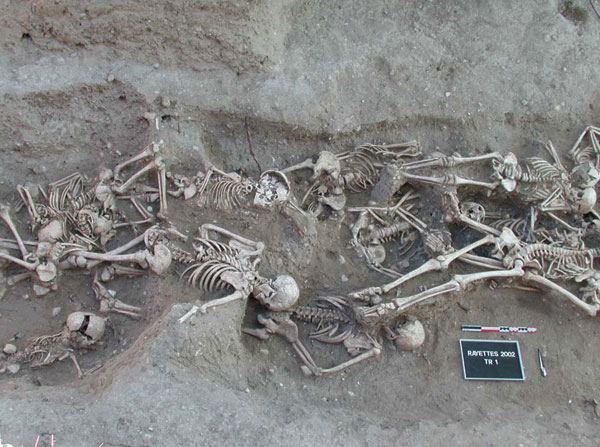
Gent que va morir de pesta bubònica en una fossa comuna a del 1720 al 1721 a Lo Martegue, França

A la Baixa Edat Mitjana, Europa va experimentar el brot més mortal de la història quan la Pesta Negra, la famosa pandèmia de pesta bubònica,el 1347, va matar un terç de la població europea. Alguns historiadors creuen que la societat es va tornar més violenta a mesura que la taxa de mortalitat massiva va menystenir la vida i va augmentar la guerra, la criminalitat, les revoltes populars, l'ús generalitzat de flagells i la persecució. La Pesta Negra es va originar a l'Àsia central i es va estendre des d'Itàlia cap a altres països europeus. Els historiadors àrabs Ibn Al-Wardni i Al-Maqrizi creien que la Pesta Negra s'havia originat a Mongòlia. Els registres xinesos també mostren un gran esclat a Mongòlia a principis de la dècada dels 1330. Una investigació publicada el 2002 suggereix que va començar a principis del 1346 a la regió de l'estepa, on un dipòsit de soca s'estengué des de la riba nord-oest de la mar Càspia fins al sud de Rússia. Els mongols havien tallat la ruta comercial, la Ruta de la Seda, entre Xina i Europa, la qual cosa va frenar la propagació de la pesta des de Rússia oriental fins a Europa occidental. L'epidèmia va començar amb l'atac que els mongols van llançar a l'últim port comercial dels comerciants italians a la regió, Feodòssia (Kaffa) a Crimea. A finals de 1346, va esclatar la plaga entre els assetjadors i van penetrar a la ciutat. Quan va arribar la primavera, els comerciants italians van fugir en els seus vaixells, però sense saber-ho, portaven el bacteri de la pesta amb ells. Transmesa per les puces a rates, la pesta es va estendre inicialment als humans a prop de la mar Negra i després cap a la resta d'Europa com a resultat de les persones que fugien d'una zona a l'altra.

### Tercera pandèmia
La pesta va tornar a aparèixer per tercera vegada a mitjan segle xix. Igual que els dos brots anteriors, aquest també es va originar a l'Àsia oriental, molt probablement a la província de Yunnan, a la Xina, on hi ha diversos reservoris naturals de pesta. Els brots inicials es van produir a la segona meitat del segle xviii. La malaltia va romandre localitzada al sud-oest de la Xina durant diversos anys abans de propagar-se. A la ciutat de Canton, a partir del gener de 1894, la malaltia va matar 80.000 persones al juny. El trànsit diari d'aigua amb la ciutat propera de Hong Kong va estendre ràpidament la plaga, matant més de 2.400 en dos mesos.
També coneguda com la pandèmia moderna, la tercera pandèmia va estendre la malaltia a ciutats portuàries de tot el món a la segona meitat del segle xix i principis del segle xx a través de rutes comercials. La plaga va infectar el Chinatown a San Francisco entre el 1900 i el 1904, i la gent d'Oakland i East Bay de 1907 a 1909. Durant l'esclat del 1900 al 1904 a San Francisco les autoritats van fer permanent la Llei d'exclusió xinesa. Aquesta llei va ser originalment signada pel president Chester A. Arthur el 1882. La Llei d'exclusió xinesa, que hauria de durar deu anys, es va renovar el 1892 amb la Geary Act i posteriorment es va fer permanent el 1902 durant l'esclat de la pesta a Chinatown, San Francisco. El darrer brot important als Estats Units es va produir a Los Angeles el 1924. La malaltia continua present en rosegadors i es pot transmetre a humans que entren en contacte amb ells. Segons l'Organització Mundial de la Salut, la pandèmia es va considerar activa fins al 1959, quan les baixes mundials van remetre fins a 200 a l'any. El 1994, un brot de pesta a l'Índia va causar un nombre aproximat de 700 infeccions (incloent 52 morts) i va provocar una gran migració d'indis dins el seu l'estat de l'Índia per intentar evitar la pesta.

## Societat i cultura

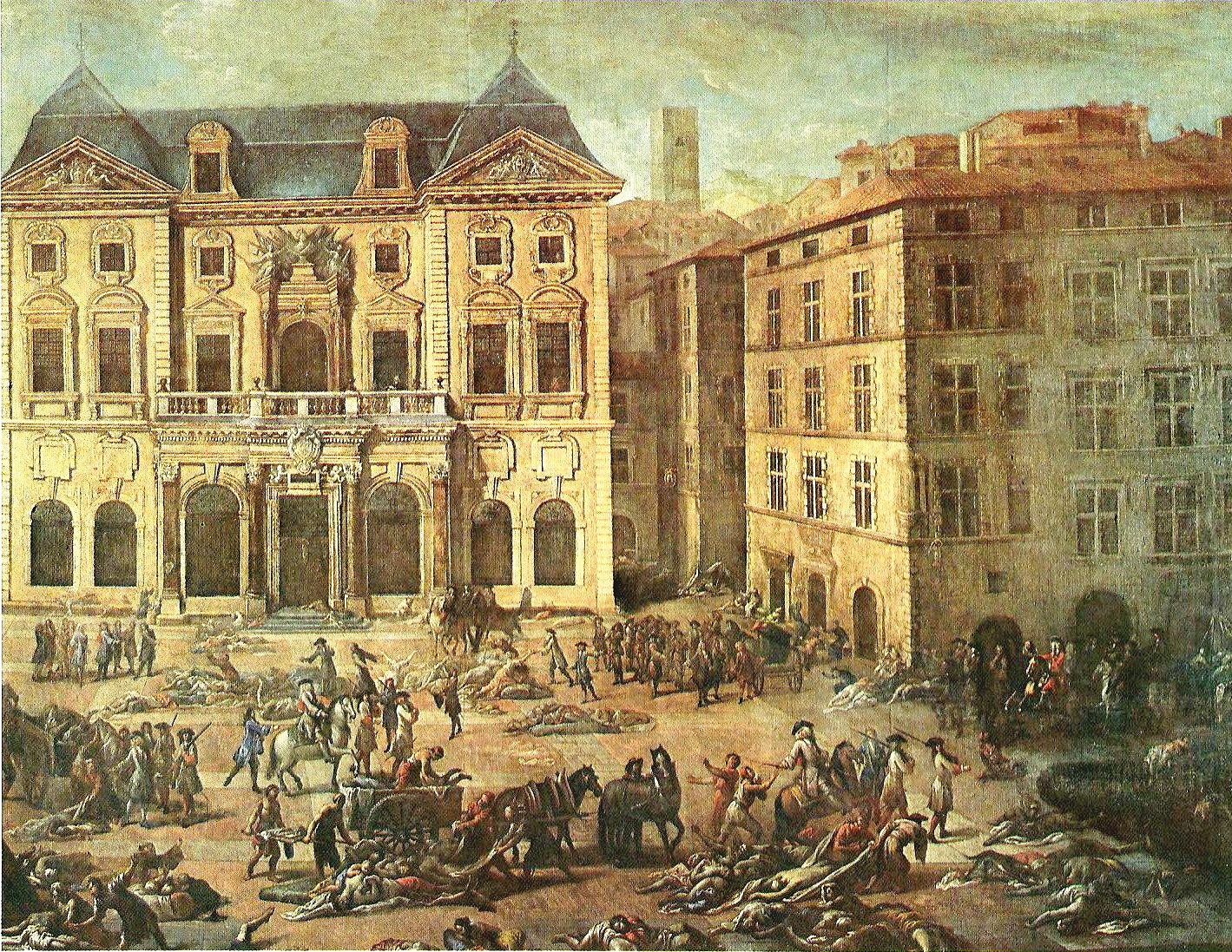
Gravat contemporani de Marsella durant la Gran Pesta el 1720

La magnitud de la mort i el trastorn social associats als brots de pesta ha fet que el tema fos destacat en diversos relats històrics i de ficció des que es va reconèixer la malaltia per primer cop. La Pesta Negra es particularment descrita i referenciada en nombroses fonts contemporànies, algunes de les quals, incloent-hi obres de Chaucer, Boccaccio i Petrarca, que són considerades part del cànon occidental. El Decameró, de Boccaccio, destaca per l'ús d'una història marc que implicava individus que havien fugit de Florència per una vil·la apartada per escapar de la Pesta Negra. En primera persona, a vegades sensacionalitzada o fictícia, els relats de la vida dels anys de la pesta també han estat populars a través de diferents segles i cultures. Per exemple, el diari de Samuel Pepys fa diverses referències a les seves experiències de primera mà de la Gran plaga de Londres el 1665–6.
Treballs posteriors, com la novel·la d'Albert Camus, La pesta; o Ingmar Bergman, la pel·lícula El setè segell, 'han utilitzat pesta bubònica en el guió del seu relat, com les ciutats en quarantena, ja sigui en temps medievals o moderns, com a teló de fons per explorar una varietat de conceptes. Els temes comuns inclouen el desglossament de la societat, les institucions i els individus durant la pesta, la confrontació existencial cultural i psicològica amb la mortalitat i l'ús al·legòric de la plaga en referència a qüestions morals o espirituals contemporànies.

### Guerra biològica
Alguns dels primers casos de la guerra biològica eren productes de la pesta, ja que els exèrcits del segle xiv es van registrar cadàvers malalts catapultats a les parets de les ciutats i pobles per propagar la malaltia.
Posteriorment, la plaga va ser utilitzada durant la Segona Guerra sino-japonesa com a arma bacteriològica per l'exèrcit imperial japonès. Aquestes armes van ser proporcionades per les unitats 731 de Shirō Ishii i utilitzades en experiments sobre humans abans de ser utilitzades al camp. Per exemple, el 1940, el servei aeri de l'exèrcit japonès imperial va bombardejar Ningbo amb puces que transportaven la pesta bubònica. Durant els judicis de delictes de guerra de Khabarovsk, l'acusat, com el general general Kiyashi Kawashima, va testificar que, el 1941, 40 membres de la unitat 731 van expandir puces amb pesta contaminada per pesta a Changde. Aquestes operacions van provocar brots epidèmics.